# Nowhere
Az 1990-es Nowhere a Ride nagylemeze. A Pitchfork Media az 1990-es évek 100 legjobb albuma listáján a 74. lett. A Vapour Trail dal a 145. helyre került a Pitchfork a 90-es évek 200 legjobb dala listán. Az album szerepel az 1001 lemez, amit hallanod kell, mielőtt meghalsz című könyvben.

## Az album dalai
|    | Cím                  | Szerző(k) | Hossz |
| -- | -------------------- | --------- | ----- |
| 1. | Seagull              | Ride      | 6:09  |
| 2. | Kaleidoscope         | Ride      | 3:01  |
| 3. | In a Different Place | Ride      | 5:29  |
| 4. | Polar Bear           | Ride      | 4:45  |
| 5. | Dreams Burn Down     | Ride      | 6:04  |
| 6. | Decay                | Ride      | 3:35  |
| 7. | Paralysed            | Ride      | 5:34  |
| 8. | Vapour Trail         | Ride      | 4:18  |

## Közreműködők

### Ride
- Mark Gardener – ének, gitár
- Andy Bell – ének, gitár és zongora
- Steve Queralt – basszusgitár
- Laurence Colbert – dob

### Produkció
- Marc Waterman – producer, felvétel
- Alan Moulder – keverés
- Rick Webb – remastering
- Joe Dilworth – együttes fényképe
- Warren Bolster – a borítón látható fénykép

## Fordítás
Ez a szócikk részben vagy egészben a Nowhere (album) című angol Wikipédia-szócikk ezen változatának fordításán alapul.  Az eredeti cikk szerkesztőit annak laptörténete sorolja fel. Ez a jelzés csupán a megfogalmazás eredetét és a szerzői jogokat jelzi, nem szolgál a cikkben szereplő információk forrásmegjelöléseként.